# Alpi della Gail
Le Alpi della Gail (in tedesco Drauzug) sono una sottosezione  delle Alpi Carniche e della Gail. Si trovano in territorio austriaco (Carinzia e Tirolo) e prendono il nome dal fiume Gail, che le delimita a sud. La loro parte più occidentale prende il nome di Dolomiti di Lienz.

## Classificazione

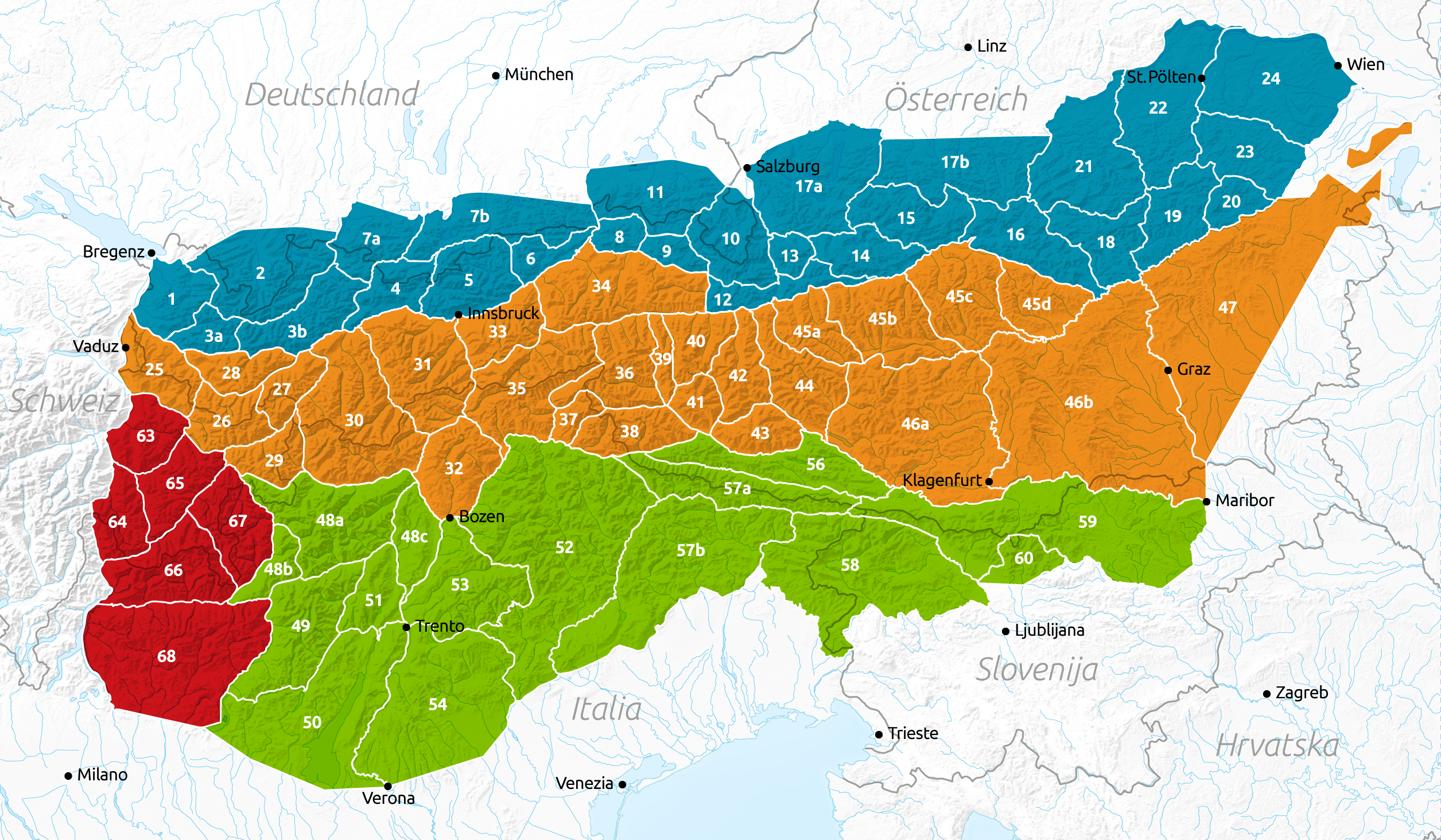
Le Alpi della Gail secondo l'AVE sono individuate dal numero 56.

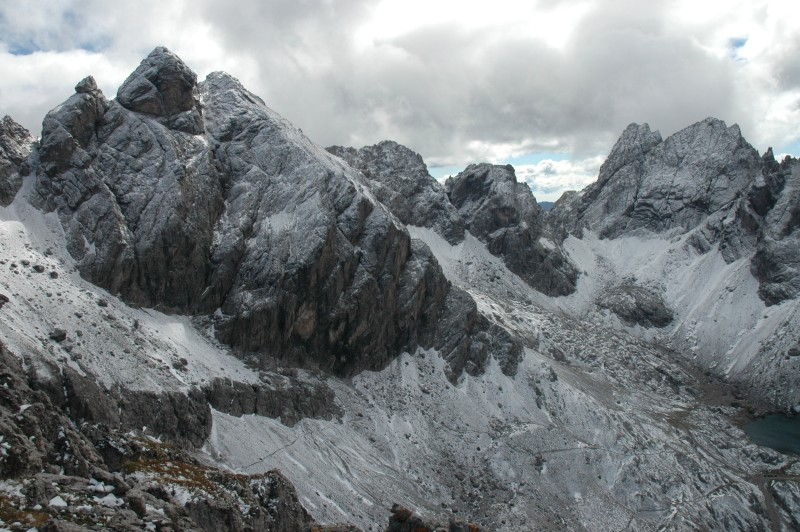
Il Grosse Sandspitze.

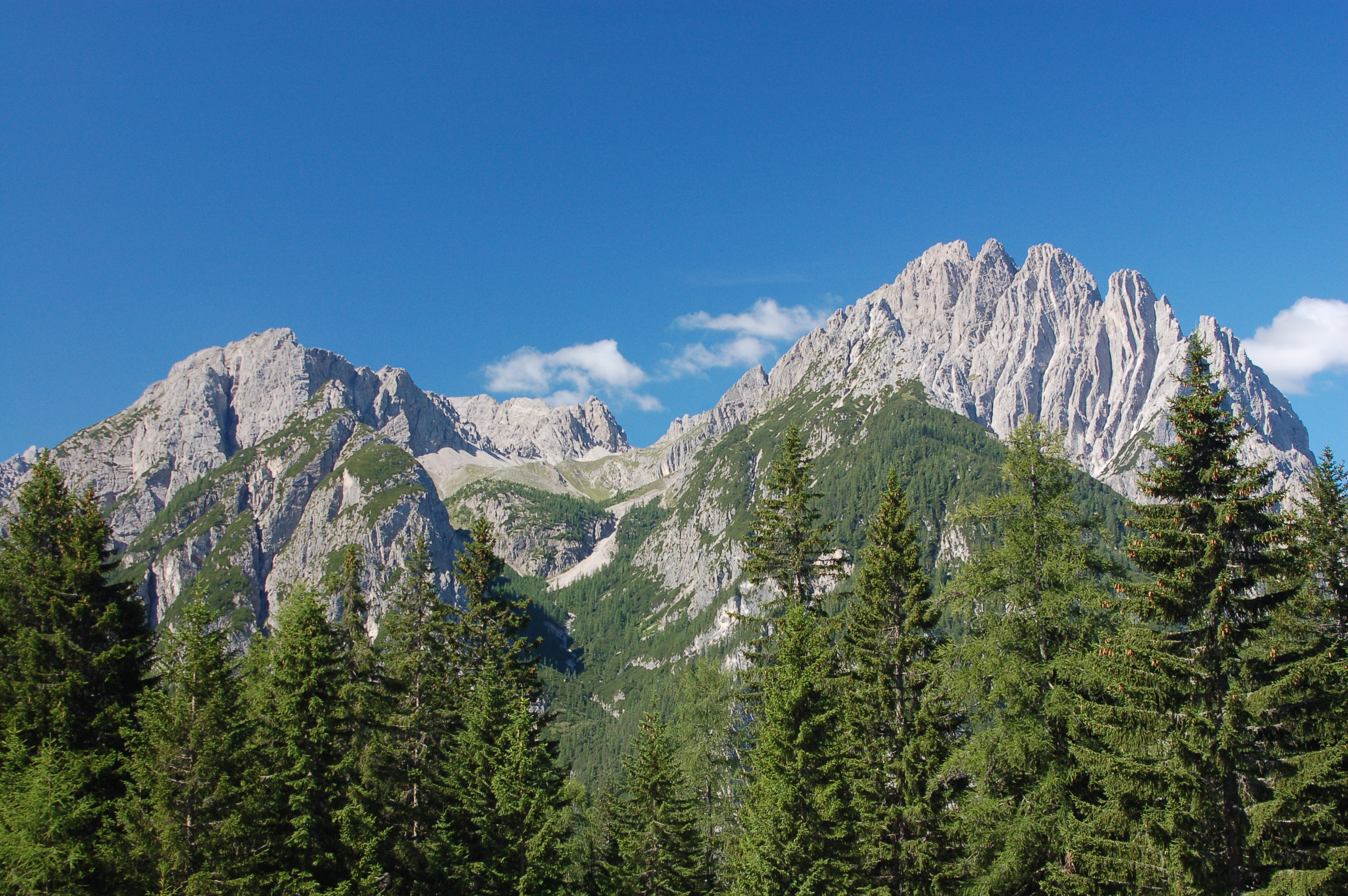
Spitzkofel

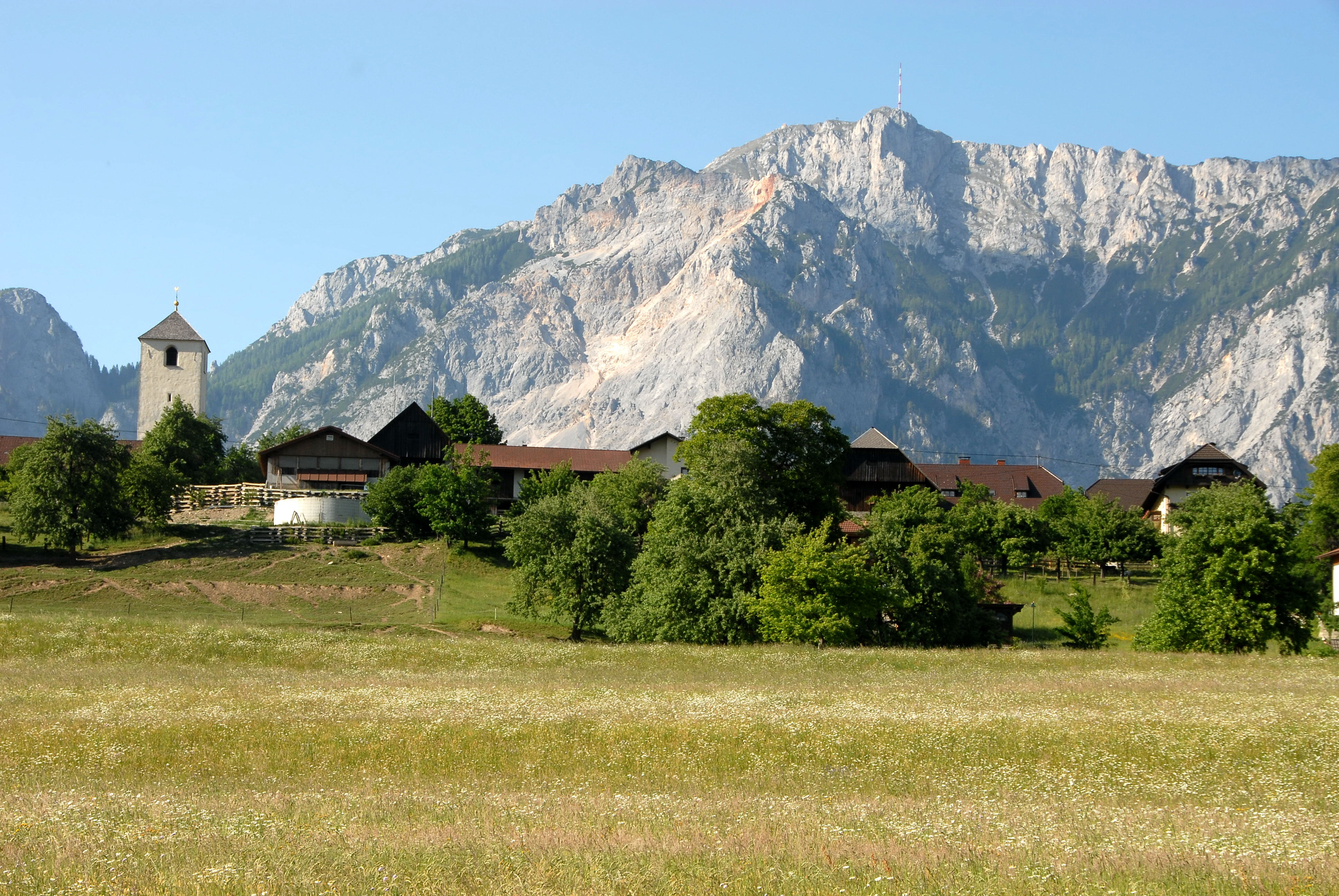
Dobratsch

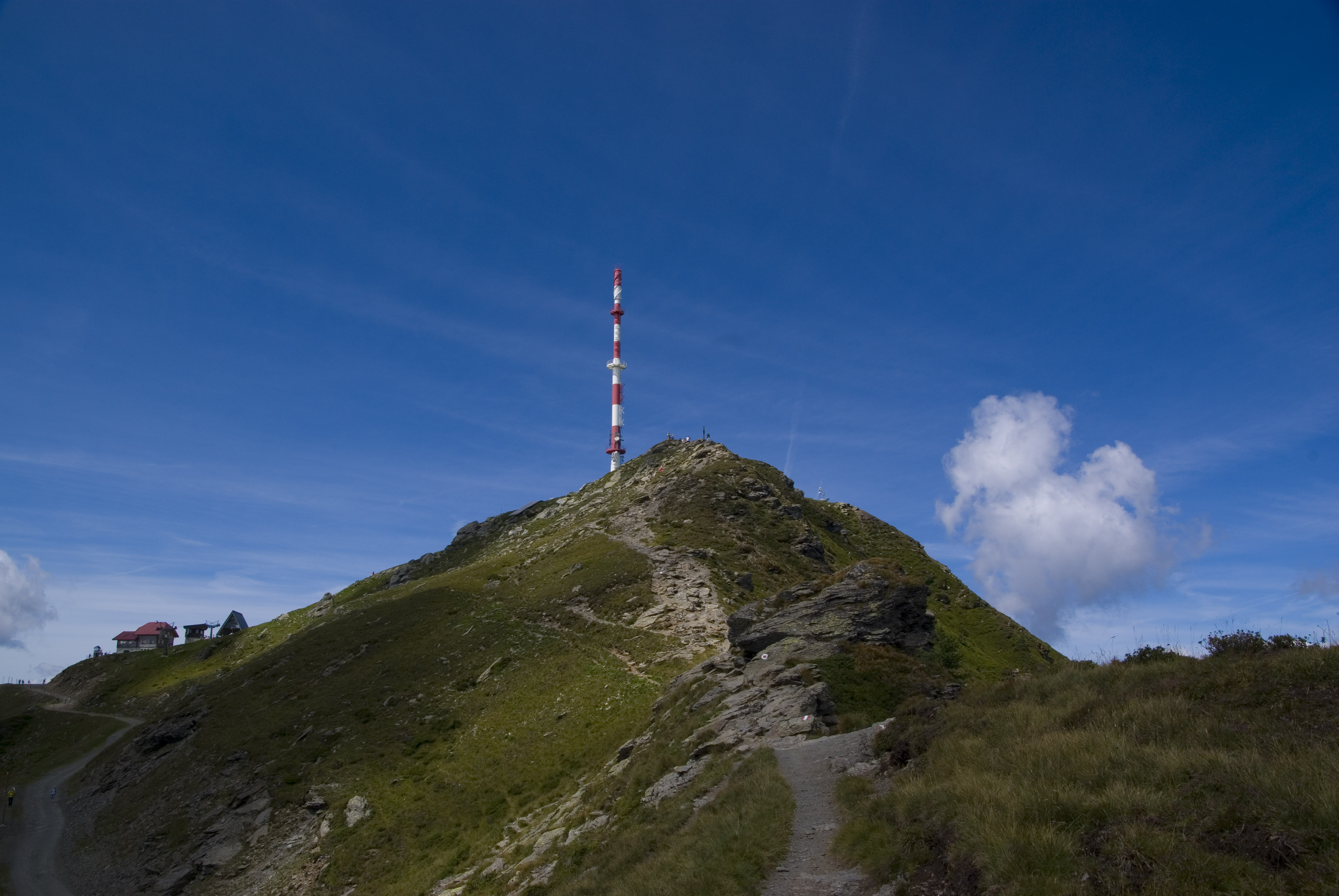
Goldeck

Secondo la Partizione delle Alpi del 1926 le Alpi della Gail sono parte delle Alpi Carniche.
Secondo la classificazione SOIUSA del 2005, insieme alle Alpi Carniche ed alle Prealpi Carniche, formano una sezione delle Alpi Sud-orientali. In particolare sono una sottosezione alpina con la seguente classificazione:
- Grande parte = Alpi Orientali
- Grande settore = Alpi Sud-orientali
- Sezione = Alpi Carniche e della Gail
- Sottosezione = Alpi della Gail
- Codice = II/C-33.II

Secondo la classificazione dell'AVE costituiscono il gruppo 56 di 75 nelle Alpi Orientali.

## Delimitazioni
Confinano:
- a nord con il Gruppo del Kreuzeck (nelle Alpi dei Tauri occidentali) e separate dal corso del fiume Drava;
- a nord con gli Alti Tauri (nelle Alpi dei Tauri occidentali) e separate dal corso del fiume Drava;
- a nord-est con le Alpi della Gurktal (nelle Alpi di Stiria e Carinzia) e separate dalla Drava;
- a sud-est con le Caravanche (nelle Alpi di Carinzia e di Slovenia) e separate dal corso del fiume Gail;
- a sud e sud-ovest con le Alpi Carniche (nella stessa sezione alpina) e separate dalla Sella di Kartitsch;
- a nord-ovest con le Alpi Pusteresi (nelle Alpi dei Tauri occidentali) e separate dal corso del fiume Drava.

Ruotando in senso orario i limiti geografici sono: Sella di Kartitsch, fiume Drava, Lienz, Drava, Spittal, Drava, Villach, fiume Gail, Sella di Kartitsch.

## Suddivisione
Secondo la SOIUSA le Alpi della Gail sono suddivise in sei supergruppi, undici gruppi e ventitré sottogruppi:
- Alpi Occidentali di Lienz (A)
  - Gruppo Eggenkofel-Golzentipp (A.1)
    - Dorsale del Golzentipp (A.1.a)
    - Dorsale dell'Eggenkofel (A.1.b)
- Alpi Centrali di Lienz (B)
  - Gruppo dello Spitzkofel (B.2)
    - Dorsale del Kreuzkofel (B.2.a)
    - Dorsale del Kühboden (B.2.b)
    - Dorsale del Spitzkofel (B.2.c)
    - Nodo del Lämperkopf (B.2.d)
    - Nodo del Böseck (B.2.e)
    - Dorsale del Eisenschuß (B.2.f)
    - Dorsale del Simmonskopf (B.2.g)

  - Gruppo del Laserz (B.3)
    - Dorsale dell'Ödkar (B.3.a)
    - Dorsale del Gamswiesen (B.3.b)
    - Dorsale Seekofel-Wildsender (B.3.c)
    - Dorsale del Sandspitze (B.3.d)
    - Dorsale Rauchkofel-Auerling (B.3.e)
    - Massiccio del Keilspitze (B.3.f)

  - Gruppo dell'Hochstadel (B.4)
    - Dorsale del Gruben (B.4.a)
    - Massiccio dell'Hochstadel (B.4.b)
    - Dorsale del Riebenkofel (B.4.c)
- Alpi Orientali di Lienz (C)
  - Gruppo dello Schatzbühel (C.5)
- Catena Reißkofel-Spitzegel (D)
  - Gruppo del Reißkofel (D.6)
    - Dorsale del Jauken (D.6.a)
    - Dorsale del Reißkofel (D.6.b)

  - Gruppo dello Spitzegel (D.7)
    - Dorsale del Weißensee (D.7.a)
    - Nodo dello Spitzegel (D.7.b)
    - Nocke (D.7.c)
- Catena Latschur-Goldeck (E)
  - Gruppo del Latschur (E.8)
  - Gruppo del Goldeck (E.9)
- Alpi di Erzberg e di Villacher (F)
  - Erzberg (F.10)
  - Alpi di Villacher (F.11)

## Dolomiti di Lienz
Le Alpi Occidentali di Lienz, le Alpi Centrali di Lienz e le Alpi Orientali di Lienz prendono il nome di Dolomiti di Lienz per la loro natura dolomitica e per la vicinanaza alle più famose Dolomiti.

## Monti principali
- Grosse Sandspitze - 2.772 m
- Spitzkofel - 2.718 m
- Kreuzkofel - 2.696 m
- Hochstadel - 2.680 m
- Eggenkofel - 2.590 m
- Reisskofel - 2.371 m
- Torkofel - 2.275 m
- Mitterkofel - 2.247 m
- Latschur - 2.236 m
- Jaukenhöhe - 2.234 m
- Dobratsch - 2.166 m
- Goldeck - 2.142 m
- Spitzegel - 2.118 m
- Vellacher Egel - 2.108 m